# 阿拉伯裔高加索人
阿拉伯人最早在八世纪初期出现在高加索，当时伊斯兰哈里发阿卜杜勒.马利克一世入侵可萨汗国。在十世纪初（928年）的齐亚尔王朝灭亡之後一些阿拉伯人留在高加索建立埃米尔君主制國，也传入伊斯兰教。
他们主要生活在北高加索达吉斯坦，在亚美尼亚与格鲁吉亚也有他们的汗国。他们后来波斯化也成为阿塞拜疆人一部分，生活在阿塞拜然。一些生活在里海沿岸的木甘草原，信逊尼派伊斯兰教。

## 语言
他们说的是一种有阿拉伯语字眼的突厥语。